# Ricarda Strobel
Ricarda Strobel (* 12. Juni 1954 in Aalen) ist eine deutsche Medienwissenschaftlerin. Sie ist Autorin, Herausgeberin, Redakteurin und Übersetzerin zahlreicher Werke und Publikationen.

## Leben
Strobel studierte von 1973 bis 1979 Anglistik, Germanistik und Philosophie an der Universität Tübingen und beendete ihr Studium mit dem Magister Artium. 1984 promovierte sie im Fach Anglistik an der Tübinger Universität mit der Dissertation Propagandafilm und Melodrama. Untersuchungen zu Alfred Hitchcocks Lifeboat und Orson Welles The Stranger.
Von 1983 bis 1997 war Strobel wissenschaftliche Angestellte an Projekten der Deutschen Forschungsgemeinschaft zu unter anderem Geschichte der deutschen Fernseh-Unterhaltungsstars, Fernsehen im Produktverbund und Bestseller im internationalen Medien-Produktverbund an den Universitäten Tübingen, Siegen und Lüneburg. An letzterer Universität war sie von 1999 bis 2000 und 2004 nochmals Wissenschaftliche Angestellte. 2005 hatte sie einen Lehrauftrag an der Hank Greenspun School of Journalism and Communication der University of Nevada in Las Vegas.
2007 bis 2008 war Strobel vertretungsweise Professorin für Medienwissenschaft am Zentrum für interdisziplinäre Medienwissenschaft der Universität Göttingen. Seit 2008 hat sie eine Stellenvertretung und einen Lehrauftrag an der Leuphana Universität Lüneburg am Institut für Angewandte Medienwissenschaft sowie dem Institut für Geschichtswissenschaft und Literarische Kulturen.

## Werke (Auswahl)

### Redakteurin
- Grundkurs Filmanalyse. (von Werner Faulstich, Neubearbeitung). Fink, Paderborn 2013, ISBN 978-3-8252-3916-9.
- Deutschunterricht zwischen Kompetenzerwerb und Persönlichkeitsbildung. Hrsg. Hansjörg Witte. Baltmannsweiler, Schneider-Verlag Hohengehren 2000, ISBN 3-89676-315-6.

### Herausgeberin
- Film transnational und transkulturell. Europäische und amerikanische Perspektiven. (mit Andreas Jahn-Sudmann) Fink, München 2009, ISBN 978-3-7705-4803-3.
- Deutschunterricht empirisch. (mit Jörn Stückrath) Baltmannsweiler, Schneider-Verlag Hohengehren 2005, ISBN 3-8340-0011-6.
- Film- und Kinokultur in Lüneburg. Wissenschaftler-Verlag Faulstich, Bardowick 1993, ISBN 3-89153-025-0.

### Autorin
- mit Werner Faulstich: Die deutschen Fernsehstars. Vandenhoeck & Ruprecht, Göttingen 1998, 4 Bände:
  - Band 1: Stars der ersten Stunde. ISBN 3-525-20796-4.
  - Band 2: Show- und Gesangstars. ISBN 3-525-20797-2.
  - Band 3: Stars für die ganze Familie. ISBN 3-525-20798-0.
  - Band 4: Zielgruppenstars. ISBN 3-525-20799-9.
- Herbert Reinecker. Unterhaltung im multimedialen Produktverbund. Winter, Heidelberg 1992, ISBN 3-533-04486-6.
- Die Peanuts – Verbreitung und ästhetische Formen. Winter, Heidelberg 1997, ISBN 3-533-03914-5.
- mit Werner Faulstich: Innovation und Schema. Medienästhetische Untersuchungen. Harrassowitz, Wiesbaden 1987, ISBN 3-447-02741-X.
- mit Werner Faulstich: Bestseller als Marktphänomen. Harrassowitz, Wiesbaden 1986, ISBN 3-447-02593-X.
- mit Werner Faulstich: Verbuchung als medienästhetisches Problemv (= Massenmedien und Kommunikation. Band 42). Universität Siegen, MuK, 1986, ISSN 0721-3271, DNB 880143207.
- Propagandafilm und Melodrama. Untersuchungen zu Alfred Hitchcocks Lifeboat und Orson Welles’ The Stranger. Wissenschaftler-Verlag Faulstich, Rottenburg-Oberndorf 1984, ISBN 3-89153-000-5 (Dissertation Universität Tübingen 1984, 234 Seiten).

### Übersetzerin
- Linda Gray Sexton: Spiegelbilder. Roman (Originaltitel: Mirror Images, Garden City, NY 1985). Droemer Knaur, München 1989, ISBN 3-426-02901-4.
- Arnold Kramish: Der Greif. Paul Rosbaud – der Mann, der Hitlers Atompläne scheitern ließ.  Tatsachenroman (Originaltitel: The Grifin, mit Gabriele Burkhardt). Kindler, München 1987, ISBN 3-463-40060-X.
- Heisse Tips für kühle Köpfe: das Buch der Experimente des Ontario Science Centre. Sachbuch für Kinder. Benziger im Arena-Verlag, Würzburg 1987, DNB 871510650 (für: Bertelsmann-Club, Gütersloh  / EBG, Kornwestheim / Buch- u. Schallplattenfreunde, Zug, ZG / Buchgemeinschaft Donauland, Wien / Deutsche Buch-Gemeinschaft, Berlin / Darmstadt / Wien).
- Mr. Burgess’ Tour. (im Team, Fernsehspiel) Im Auftrag des SWF Baden-Baden.